# 임덕규
임덕규(1936년 7월 4일~2023년 8월 17일)는 대한민국의 정치인이다. 제11대 국회의원을 지냈다.

## 역대 선거 결과
|  | 7.52% |

|  | 17.60% |

|  | 6.23% |

|  | 1.25% |